# MTV Awards 2017
Gli MTV Awards 2017 (denominati TIM MTV Awards per ragioni di sponsor) sono stati trasmessi per la prima e unica volta da Roma il 27 maggio 2017 in diretta dal Piazza del Popolo con la conduzione di Francesco Gabbani con i presenter: Elettra Lamborghini, Tommaso Zorzi, Farid Shirvani, Stefano Corti, Giulia Salemi, Alessandro Onnis, i theShow, Elena Santarelli, Violante Placido, Diana Del Bufalo, Ilenia Pastorelli e Clizia Incorvaia. 
Si tratta della quinta ed ultima edizione del premio.
Durante la diretta sono stati dati due riconoscimenti alla carriera: MTV Rap Icon a Fabri Fibra e MTV History Award a Paola Turci.

## Performer
- Francesco Gabbani
- Elodie
- Lele
- Paola Turci
- Fabri Fibra
- Nina Zilli
- Samuel
- Levante
- Michele Bravi
- Gabry Ponte feat. Danti

## Categorie e vincitori

### Best Italian Male
- Michele Bravi
- Marco Mengoni
- Francesco Gabbani
- Tiziano Ferro

### Best Italian Female
- Alessandra Amoroso
- Emma Marrone
- Levante
- Francesca Michielin

### Best Italian Band
- Benji & Fede
- Modà
- Soul System
- Thegiornalisti

### Best International Male
- Ed Sheeran
- Justin Bieber
- Shawn Mendes
- Zayn

### Best International Female
- Lady Gaga
- Ariana Grande
- Katy Perry
- Sia

### Best International Band
- Maroon 5
- One Direction
- The Chainsmokers
- Twenty One Pilots

### Best Artist From the World
- Zara Larsson
- Enrique Iglesias
- Luis Fonsi
- Martin Garrix

### Best Look and Smile
- Rihanna
- Gigi Hadid
- Blake Lively
- Kendall Jenner

### Best Video
- Coldplay - Up&Up
- Bruno Mars - 24K Magic
- Fabio Rovazzi - Tutto molto interessante
- The Chainsmokers ft. Halsey - Closer

### Best New Artist
- LP
- Ermal Meta
- Sfera Ebbasta
- Rag'n'Bone Man

### Best Fan
- Marco Mengoni
- Ed Sheeran
- Benji & Fede
- Justin Bieber

## Altri premi

### Webstar Award

#### #MTV Awards Stars
Benji & Fede

### MTV Best Performance
Michele Bravi

### Artist Saga
Fifth Harmony

### MTV Rap Icon
Fabri Fibra

### MTV History Award
Paola Turci